# Cerro Torre
Cerro Torre (3128 m.o.h.) er et af bjergene ved den sydlige patagoniske indlandsis i Sydamerika. Det er beliggende i grænseområdet mellem Argentina og Chile, vest for Cerro Chaltén også kendt som Fitz Roy (3405 m.o.h.). Toppen er det højeste punkt i en lille bjergkæde bestående af: Torre Egger (2685 m.o.h.), Punta Herron og Cerro Standhardt. Toppen af bjerget har ofte en svamp af rimis, dannet af de konstante kraftige vinde der blæser fra Stillehavet. Bjerget er karakteriseret ved at være en imponerende granitsøjle der skyder op af indlandsisen. Bjerget betragtes som et af de sværeste i verden at klatre for bjergbestigere.
Historien om den første bestigning af Cerro Torre er kontroversiel. Italieneren Cesare Maestri hævdede i 1959, at han og Toni Egger havde nået toppen, men at Egger var omkommet i en lavine og i den forbindelse mistede det kamera der dokumenterede deres bestigning. Uoverensstemmelser i Maestris forklaring og mangel på bolte eller fixreb på ruten har ført til at de fleste bjergbestigere tvivler på Maestris påstand. Fornylig kom det frem at de eneste foto der eksisterer af Maestri og Egger viser dem på den modsatte side af bjergmassivet end der hvor deres påståede rute befinder sig.
Fortællingen om Cerro Torre stopper dog ikke her, fordi i 1970 drog Maestri tilbage til Cerro Torre med Ezio Alimonta, Daniele Angeli, Claudio Baldessarri, Carlo Claus og Pietro Vidi. Ved hjælp af en gas-drevet kompressor boremaskine, fik Maestri udstyret 350 meter klippe med borebolte og nåede til slutningen af den klippefyldte del af bjerget, lige under den såkaldte issvamp der udgør selve toppen. Maestri hævdede, at "issvampen ikke er en del af bjerget" og ville ikke fortsætte til selve toppen. Kompressoren blev efterladt, bundet til de sidste bolte 100 meter under toppen, hvilket har givet ruten sit navn: "Kompressorruten". Maestri blev stærkt kritiseret for den metode han brugte til at bestige bjerget.
Kompressorrutens første anerkendte bestigning blev foretaget af Jim Bridwell og Steve Brewer i 1979, fordi de rent faktisk nåede selve hovedtoppen og overkom den sidste vanskelighed i form af issvampen.
Den første ubestridte bestigning af Cerro Torre blev udført i 1974 af den italienske klatregruppe "Ragni di Lecco": Daniele Chiappa, Mario Conti, Casimiro Ferrari, og Pino Negri. De klatrede bjerget vestside.
I 2008 blev Cerro Torre besteget af danske klatrere for første gang. Kasper Berkowicz og Kristoffer Szilas klatrede bjerget via den kontroversielle Kompressorrute.